# Lanze
Lanze est une commune allemande du Schleswig-Holstein, située dans l'arrondissement du duché de Lauenbourg (Kreis Herzogtum Lauenburg), à quatre kilomètres au nord-est de la ville de Lauenburg/Elbe, entre le canal Elbe-Lübeck et la frontière mecklembourgeoise. Lanze est l'une des dix communes de l'Amt Lütau dont le siège est à Lauenburg.